# Gonocephalus grandis
Espèce
Synonymes
- Dilophyrus grandis Gray, 1845

Statut de conservation UICN

 LC  : Préoccupation mineure
Gonocephalus grandis est une espèce de sauriens de la famille des Agamidae.

## Répartition
Cette espèce se rencontre au Viêt Nam, dans le sud de la Thaïlande, en Malaisie péninsulaire et en Indonésie à Sumatra, à Nias, aux Îles Mentawai et au Kalimantan.

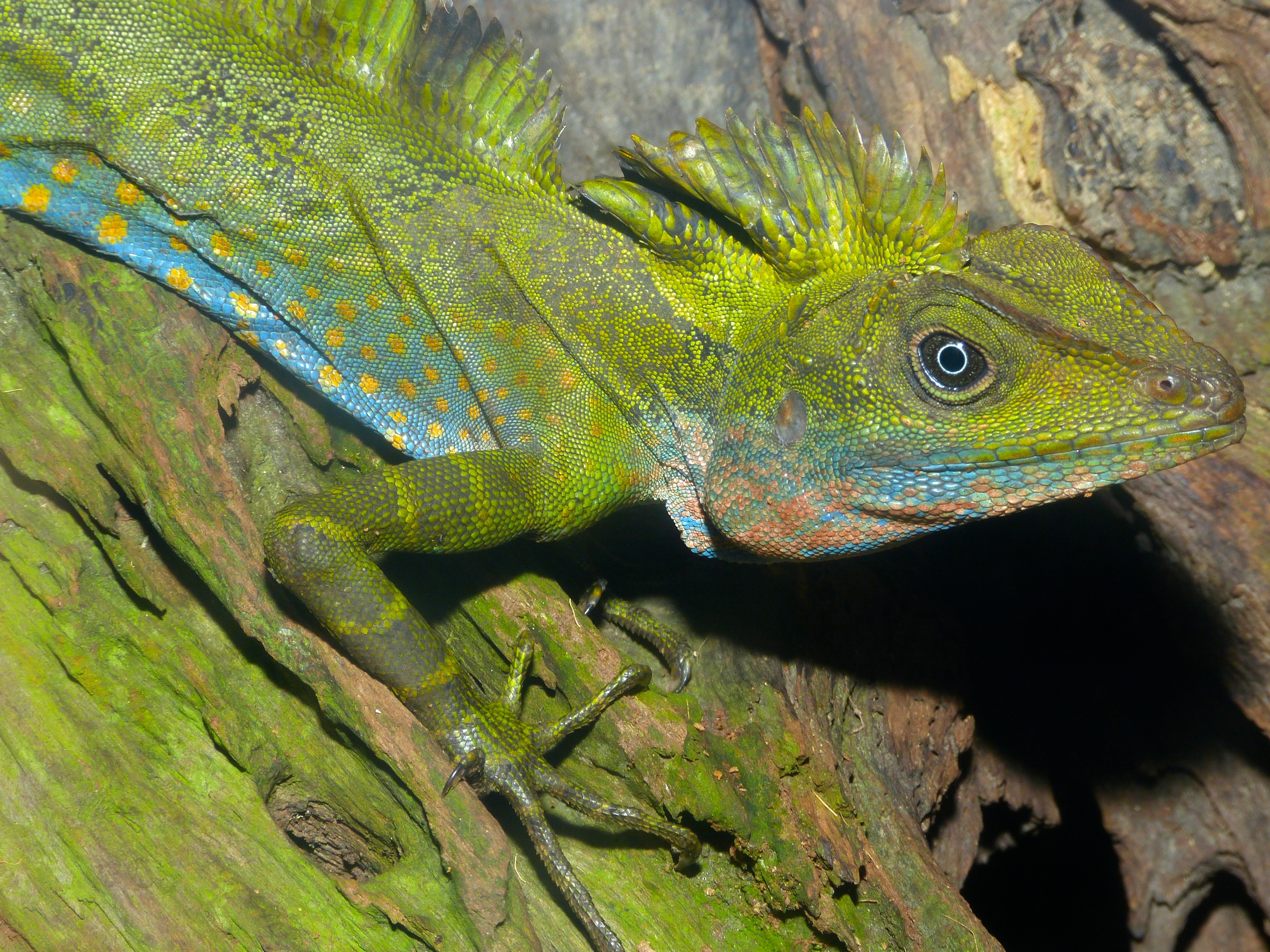

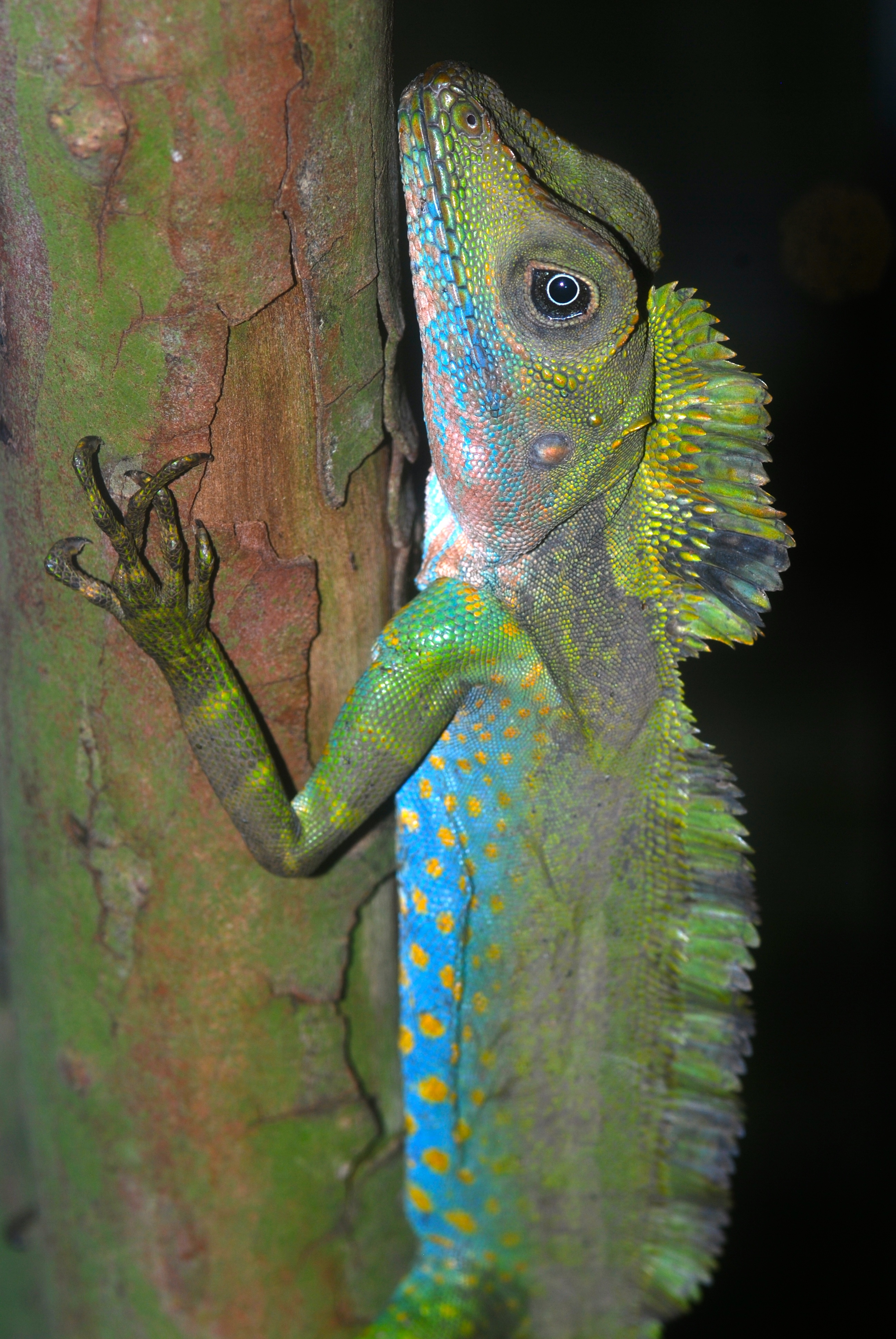

## Publication originale
- Gray, 1845 : Catalogue of the specimens of lizards in the collection of the British Museum, p. 1-289 (texte intégral).